# Masashi Tanaka
Masashi Tanaka (Gotsu, Shimane, 10 de junho de 1962)  é um autor de banda desenhada japonês.
Iniciou a sua carreira profissional com o manga Flash, em 1985, quando ainda cursava a Universidade de Artes de Osaka. No último capítulo da série, o protagonista era um bebé dinossauro. Este personagem coadjuvante, denominado "Gon", viria a tornar-se o personagem mais famoso de Tanaka, tendo sido publicado, além da editora japonesa Kodansha, nos Estados Unidos, Alemanha, Itália, Espanha, Inglaterra, Hong Kong e Indonésia. No Brasil, foi publicado pela Conrad Editora.

## Prémios
- 1985: Prémio Tetsuya Chiba
- 1997: Prémio Osamu Tezuka
- 1998: Prémio Will Eisner - Melhor Publicação de Humor, Melhor Artista, Melhor Publicação para o Público Jovem